# ماجد بن سعود بن عبد العزيز آل سعود
الأمير ماجد بن سعود بن عبد العزيز آل سعود الابن الحادي عشر من سلسلة أبناء الملك سعود بن عبد العزيز آل سعود من مواليد الرياض عام 1349 هـ. درس وتعلم في معهد الأنجال، الإبتدائية والمتوسطة والثانوية وتخرج من الثانوية عام 1367هـ ودخل جامعة برنستون في العلوم السياسية، وقد تخرج بدرجة بكالوريوس عام وقد تخرج في عام 1372هـ في أواخر عهد جده عبد العزيز آل سعود وتولى في عام 1373هـ منصب رئيس جامعة القاهرة في ستة أيام فقط فتركها، وبعد عامين في عام 1375هـ تولى وترأس مجلس إدارة نادي الشباب وبقي فيها حتى عام 1376هـ ولم يتولى أي منصب حكومي، متوفي وعرف بتدينه ومساعدته للمسلمين ومن ذلك أنه قام في عام 1380هـ بالتبرع للفقراء في الرياض وكانت ثلث ماله متبرعة.

## مغادرته المملكة
بقي الأمير ماجد بن سعود بن عبد العزيز آل سعود في الرياض حتى شعبان من عام 1384 هـ عندما كان والده سعود بن عبد العزيز آل سعود مستعدا لمغادرة المملكة العربية السعودية إلى اليونان وقد رافق والده أخوه الأمير فهد بن سعود بن عبد العزيز آل سعود و الأمير مساعد بن سعود بن عبد العزيز آل سعود وهو وبقي مع والده في اليونان إلا أن توفي والده في حج عام 1388 هـ وبعد غضون ستة أشهر من ذلك التاريخ. 

## وفاته
وبعد غضون ستة أشهر من وفاة والده الملك سعود توفي الأمير ماجد بن سعود بن عبد العزيز آل سعود في يوم الأحد 13 جمادى الأولى 1389هـ الموافق 27 يوليو 1969م في قصره في مدينة الرياض بعد أن عانى من مرض الحصبة عن عمر ناهز 40عاما، فتمت الصلاة عليه في جامع الأمام تركي بن عبدالله وتم دفنه في مقبرة العود.

## أسرته

### زوجاته
- الأميرة الجوهرة بنت عبد الرحمن بن أحمد بن عبد الرحمن السديري، قائم مقام جدة السابق. والدة الأمير نايف .
- الأميرة نجلاء بنت محمد ناصر آل ناصر والدة الأمير سلمان بن ماجد.
- متزوج أيضا من سيدة مصرية وله الاميرة لمياء بنت ماجد.[1]

### أبناؤه
- الأمير منصور بن ماجد بن سعود آل سعود
- الأميرة عبير بنت ماجد بن سعود آل سعود.[2]
- الفريق الركن الأمير نايف بن ماجد بن سعود آل سعود• تخرج من الأكاديمية الملكية ساندهيرست برتبة ملازم عام 1405هـ 1985م. له من الأبناء الأمير عبد الله بن نايف بن ماجد بن سعود بن عبد العزيز (تزوج من كريمة الأمير خالد بن سعد بن سعود بن ناصر بن سعود بن فرحان آل سعود، بقصر الثقافة بحي السفارات، 2018/3/26م.[3] وله الأمير محمد بن نايف بن ماجد، (متزوج من كريمة صاحب السمو الأمير عبد الله بن فيصل بن تركي بن جلوي).[4]

- الأميرة بسمة بنت ماجد بن سعود آل سعود
- نقيب طيار الأمير سعود بن ماجد بن سعود آل سعود. متوفي في شوال 1422 هجري - ديسمبر 2001 ميلادي.[5]
- الأمير سلمان بن ماجد بن سعود آل سعود
- الأميرة لمياء بنت ماجد بن سعود آل سعود روائية صدره له رواية 2010 بعنوان (آبناء ودماء) عن دار الساقي حازت بكالوريوس في التسويق الإعلاني والعلاقات العامة والصحافة من جامعة مصر الدولية، القاهرة، 2001. أسّست وأدارت شركة «صدى العرب للنشر».أصدرت ثلاث مطبوعات باللغتين العربية والإنجليزية. نشرت مقالات في صحف ومجلات عربية عدّة.
- الأميرة العنود بنت ماجد بن سعود آل سعود